# إيرنيستو ليديسما
إيرنيستو ليديسما (بالإسبانية: Ernesto Ledesma)‏ هو لاعب كرة قدم أوروغواياني في مركز الهجوم، ولد في 10 مارس 1931 في مونتفيدو في الأوروغواي، وتوفي بنفس المكان في 20 يناير 2011. لعب مع بنيارول وجمعية بورتوغيزا الرياضية ومونتيفيديو واندررز ونادي أونيفرسيداد دي تشيلي ونادي دانوبيو.

## وصلات خارجية
- إيرنيستو ليديسما على موقع الاتحاد الأوربي (الإنجليزية)
- إيرنيستو ليديسما على موقع قاعدة بيانات كرة القدم.إي يو (الإنجليزية)
- إيرنيستو ليديسما على موقع عالم كرة القدم.نت (الإنجليزية)